# بورلینسکویه
بورلینسکویه (روسی: Бурлинское) یک دریاچه در سرزمین آلتای کشور روسیه است.